# Bamerindus
Banco Mercantil e Industrial do Paraná S/A (Bamerindus) foi um banco brasileiro com sede na cidade de Curitiba. O grupo empresarial era de propriedade da família Andrade Vieira (fundado por Avelino Antônio Vieira) que, em 1994, passou a ter dificuldades e acabou entrando no Programa de Estímulo à Reestruturação e ao Fortalecimento do Sistema Financeiro Nacional (PROER). O programa de recuperação não obteve resultados e em 1997 houve a intervenção da instituição pelo Banco Central e parte do banco foi incorporada pelo HSBC, e a outra parte, pelo Banco Central. Seu último presidente foi José Eduardo de Andrade Vieira.

## História

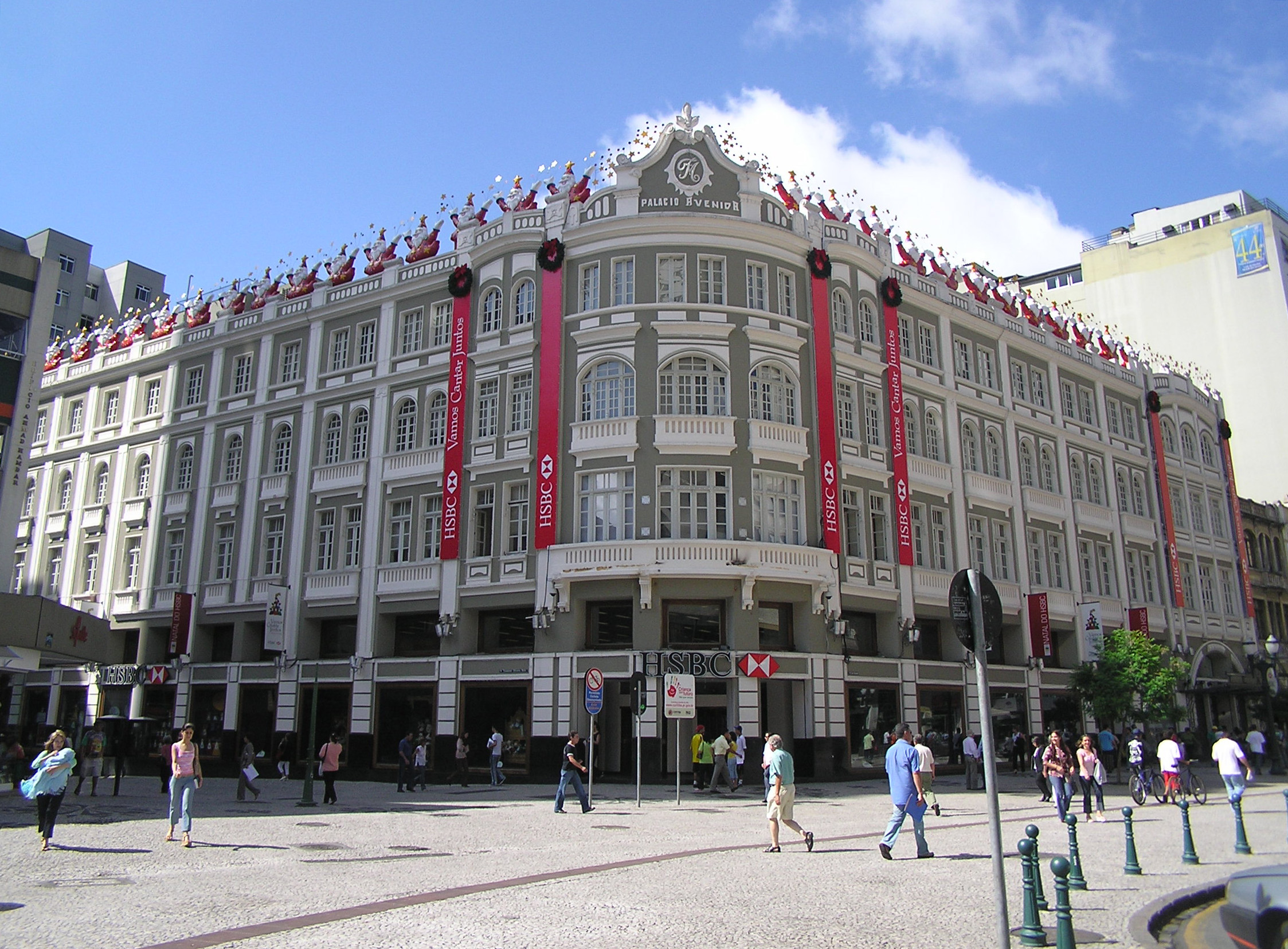
Sede onde abrigava o Bamerindus no Palácio Avenida em Curitiba.

Avelino Antônio Vieira, nascido em Tomazina, interior do Paraná e ex-vendedor e ex-escriturário de seção bancaria (representação de bancos em pequenas cidades), após concluir o curso de contabilidade na capital paranaense, retorna para sua cidade e abre sua seção bancária.
Em 1929, em plena crise mundial, Avelino resolveu fundar, em Tomazina, uma empresa bancária, e para isto associa-se a alguns amigos e cria a Sociedade Cooperativa de Responsabilidade Limitada Banco Popular e Agrícola do Norte do Paraná (BPA). Em 1944 o BPA foi incorporado ao Banco Comercial do Paraná, do qual Avelino tornou-se diretor comercial. Em 1951 Avelino Vieira assumiu o controle do Banco Meridional da Produção (com apenas quatro agências) e mudou sua razão social para Banco Mercantil e Industrial do Paraná SA. Em abril de 1971 esta denominação foi alterada e assim o Banco Mercantil e Industrial do Paraná SA transformou-se no Banco Bamerindus do Brasil SA, uma das maiores instituições bancárias da América do Sul durante as décadas de 1970 e 1980, entrando em crise e colapso nos anos 1990.
O Bamerindus chegou a ser o segundo maior banco maior privado em número de agências do Brasil. Desde 1995, o Bamerindus enfrentava um crise, com seguidos empréstimos de outros bancos e ao próprio Banco Central. No dia 26 de março de 1995, o Bamerindus sofreu uma intervenção do Banco Central. Os ativos considerados saudáveis do banco, como o controle das agências, a marca e administração das contas correntes foram repassados ao HSBC e, na semana seguinte, a instituição passou a operar como HSBC Bamerindus. Os ativos considerados ruins ficaram com a massa falida do Bamerindus, fazendo com que os antigos acionistas do Bamerindus passarem a ser sócios que uma instituição quebrada sob intervenção do Banco Central.
Em março de 1998 foi decretada a liquidação extrajudicial do antigo Bamerindus. A liquidação só foi cessada em 2014, em um ato assinado por Alexandre Tombini, presidente do Banco Central à época. Isso aconteceu porque o BTG Pactual aceitou pagar R$ 418 milhões ao Fundo Garantidor de Créditos (FGC), ficando com os direitos creditórios e ativos detidos pela instituição. O BTG Pactual passou a deter de controle de 98% do capital social do antigo Bamerindus.
A antiga massa falida Bamerindus teve o nome alterado para Banco Sistema, tendo sido transferido para ela a área de crédito. Curiosamente, no primeiro semestre de 2015, o Banco Sistema obteve um lucro de R$ 488 milhões, enquanto que o HSBC Brasil teve um lucro de R$ 31,8 milhões. Nessa época, o HSBC já havia decidido vender sua unidade brasileira para o Bradesco.

## Jingle
O banco foi imortalizado pela propaganda de sua caderneta de poupança com o ator Toni Lopes no início da década de 1990, exibida principalmente na Rede Globo durante o programa Domingão do Faustão. O jingle era: "O tempo passa, o tempo voa; e a 'Poupança Bamerindus' continua numa boa... é a 'Poupança Bamerindus'!". A criação do jingle é atribuída a Milce Junqueira, Fernando Rodrigues e Fernando Leite, Colucci.